# Cynthia Khan
Cynthia Khan, eigentlich Yang Li-Tsing (chinesisch 楊麗菁 / 杨丽菁, Pinyin Yáng Lìjīng, Jyutping Joeng4 Lai6cing1; * 13. Dezember 1968 in Chiayi, Republik China) ist eine taiwanische Schauspielerin und Kampfsportlerin. Khan wirkte in über 40 Produktionen mit, die überwiegend in Hongkong entstanden und im Actiongenre beheimatet sind. 2003 zog sie sich zeitweise aus dem Filmgeschäft zurück.

## Karriere
Cynthia Khan studierte Chinesisch und Jazztanz. Im Alter von 17 Jahren gewann sie einen Talentwettbewerb, der bei einem nationalen Fernsehsender in Taiwan durchgeführt wurde. Später übte sie Taekwondo aus, dem höchsten Level des Martial Arts.
Im Jahr 1987 unterschrieb sie einen Filmvertrag. Der erste große Film war In the Line of Duty 3, ein Kassenerfolg und der Beginn ihrer langen Filmkarriere als Darstellerin in harten Actionfilmen. Viele Fortsetzungen und Filme folgten, viele von ihnen zeigen Khan als schlagkräftige, junge Frau mit Waffe. Einer ihrer bekanntesten Filme ist In the Line of Duty 4, den sie unter der Regie von Yuen Woo-ping und an der Seite des bald ebenso berühmten Co-Stars Donnie Yen drehte.
In anderen Filmen war sie u. a. die Partnerin von berühmten Kollegen wie Yuen Biao, Simon Yam, Jacky Cheung, Anthony Wong Chau-Sang, Moon Lee, Michelle Reis, Waise Lee oder Sammo Hung.
Ihr Künstlername ist eine Kombination der Namen etablierter Hongkong-Stars, die ebenfalls aus dem Martial Arts kommen: Cynthia Rothrock und Michelle Yeoh, die sich u. a. auch „Michelle Khan“ nannte.

## Filmografie (Auswahl)
- 1986: This Love of Mine
- 1987: Flag of Honor
- 1988: Three Headed Monster
- 1988: In the Line of Duty 3 (Ultra Force 3)
- 1988: 5 Venoms vs Wu Tang
- 1988: Split of the Spirit
- 1989: In the Line of Duty 4: Witness (Red Force)
- 1990: In the Line of Duty 5: Middle Man (Red Force 2)
- 1990: Tiger Cage 2 (Full Contact)
- 1990: Queen’s High (Red Force: The Beginning)
- 1991: The Transmigration Romance
- 1991: The Perfect Match
- 1991: In the Line of Duty 6: Forbidden Arsenal (Red Force 4)
- 1991: In the Line of Duty 7 (Sea Fighter)
- 1992: The 13 Cold Blooded Eagles
- 1992: Zen of Sword
- 1992: Death Triangle (Dragon Force)
- 1992: Super Lady Cop
- 1992: It’s Now or Never
- 1992: The Inspector Wears Skirts IV
- 1992: The Avenging Quartet
- 1992: Eternal Fist (Death Zone - Blood for Blood)
- 1992: Deadend of Besiegers (Belagerung der Shaolin)
- 1993: The 13 Cold-Blooded Eagles
- 1993: Blade of Fury
- 1993: Pink Bomb
- 1993: Madam City Hunter (Red Force 6)
- 1995: Ultimate Revenge
- 1995: Tough Beauty and the Sloppy Slop
- 1995: Angel on Fire
- 1995: Only the Strong Survive
- 1996: Yes, Madam 5 (Red Force 5)
- 1998: Righteous Guards
- 2000: Guard Soldier
- 2001: Supercop.com
- 2003: The Boxing King
- 2003: Fatal Love Web
- 2003: Hurricane Bullet
- 2003: Radical
- 2010: Super Player
- 2013: Pay Back (Lip sau ze)
- 2014: Poseidon Code
- 2017: My Kung Fu Sister
- 2019: Crazy Bank Card

Quelle: Hong Kong Movie Database, Chinesemov.com